# تومي ديفيدسون (لاعب كرة قدم)
تومي ديفيدسون (بالإنجليزية: Tommy Davidson)‏ (1873 في المملكة المتحدة - 1949) هو لاعب كرة قدم بريطاني (وحمل سابقاً جنسية المملكة المتحدة لبريطانيا العظمى وأيرلندا) في مركز الظهير. لعب مع نادي برينتفورد ونادي بوري ونادي ميلوول ونيوكاسل يونايتد وDykehead F.C. ‏.